# GayVN Awards
I GayVN Awards sono dei premi annuali dedicati dalla rivista AVN alla pornografia gay. Il riconoscimento viene consegnato annualmente a San Francisco a personalità e film che hanno maggiormente contribuito allo sviluppo del settore.

## Descrizione
Il premio nato nel 1986 è sponsorizzato dalla rivista AVN, all'interno degli AVN Awards. Fino al 1998 i premi venivano consegnati durante la cerimonia dei AVN Awards, ma dal 1998 in poi, a causa dell'incremento del settore, hanno una cerimonia a parte.
Il riconoscimento premia oltre 20 categorie, tra le quali spiccano Miglior regia, Miglior attore, Miglior scena di sesso, Miglior scena di gruppo, Miglior scena di sesso orale e molte altre. Dal 2010 sono state introdotte nuove categorie legate al web, come Miglior blog, Miglior sito internet ecc.
Dalla sua nascita i premi sono stati sempre consegnati nel mese di marzo, dal 2010 l'annuale cerimonia è stata spostata al mese di settembre, in concomitanza con la Folsom Street Fair di San Francisco.
L'attuale detentore del record per il maggior numero di premi in un anno è Michael Lucas' La Dolce Vita della Lucas Entertainment, che ha vinto 14 premi nel 2007, seguito da To the Last Man della Raging Stallion Studios con 13 premi. I GayVN Awards sono stati trasmessi per la prima volta in televisione sul canale via cavo Showtime, che ha trasmesso la 12ª edizione nel luglio 2011.

## Edizioni
Dal 1998 ad oggi si sono succedute 12 edizioni del GayVN Awards. Il premio è stato attribuito annualmente con soluzione di continuità, ad esclusione dell'edizione del 1999. Quest'ultima cerimonia di premiazione, infatti, non si è tenuta poiché, partire dal 2000, i premi sono stati attribuiti alle produzioni avvenute l'anno precedente. Ciò ha comportato l'inevitabile slittamento della seconda edizione all'anno successivo.
Dopo sette anni di pausa la tredicesima edizione ha avuto luogo a Las Vegas a gennaio 2018.

### 1998
| Miglior attore – Gay Video Vince Rockland, Three Brothers, New Age Pictures Miglior Video Gay All-Sex Link 2 Link, All Worlds Video Miglior direzione artistica – Gay Video Thunderballs, Fox Studios Miglior Video Bisex Curious?, Vivid Raw Miglior Box Cover – Gay Video Time Cops, Centaur Films Miglior regista (ex aequo) Kristen Bjorn, Man Watcher, Sarava Productions Gino Colbert e Sam Slam, Three Brothers, New Age Pictures Miglior regista – Bisex Video Anthony Rose, Curious?, Vivid Raw Miglior montaggio – Gay Video Fallen Angel 2, Tab Lloyd, Titan Media Miglior video a tematica etnica - Gay Video Hot Times in Little Havana, Kristen Bjorn Video Miglior film straniero – Gay Video Impromptus, All Worlds Video Miglior produzione alternativa - Gay Video Arousal, Titan Media Miglior Solo Video - Gay Video Alex and His Buddies, Marcostudio Miglior Gay Specialty Release Fetish Sex Fights 1 & 2, Can-Am Productions Miglior Gay Video Man Watcher, Kristen Bjorn Video Miglior video Gay/Bisex amatoriale Blade's Real World, Video 10 Miglior scena di sesso di gruppo – Gay Video Ryker's Revenge, Zachary Scott, Brett Ford, Tony Donovan, Chad Donovan; Men of Odyssey Miglior Video Leather Fallen Angel 2, Titan Media |  | Miglior truccatore Mr. Ed Migliori musiche – Gay o Bisex Video Thunderballs, Bronski Beat, Thor Productions Miglior esordiente – Gay Video Joey Hart Miglior esibizione non sessuale – Gay o Bisex Video Lana Luster, Thunderballs, Fox Studios Miglior campagna pubblicitaria - Gay Video Ryker's Revenge, Men of Odyssey Miglior Packaging - Gay Video Billy 2000, Studio 2000 Più noleggiato dell'anno - Gay Video Man Watcher, Kristen Bjorn Miglior sceneggiatura - Gay Video Gino Colbert e Sam Slam, Three Brothers, New Age Pictures Più venduto dell'anno - Gay Video An American in Prague, Bel Ami Miglior commedia sexy - Gay Video Thunderballs, Fox Studios Miglior scena di sesso - Gay Video California Kings, Mike Branson e Tom Chase, Falcon Entertainment Miglior fotografo Greg Lenzman Miglior attore non protagonista - Gay Video Cole Tucker, Catalinaville, Catalina Video Miglior videografia - Gay Video Man Watcher, Kristen Bjorn Video Miglior performer gay dell'anno Cole Tucker The Safe Sex Award - Gay Video Red, Hot & Safe, No Egos Productions |

### 1999
A partire dal 2000, i premi sono stati consegnati per i risultati dell'anno precedente. Pertanto, i premi del 1999 sono stati consegnati alla cerimonia di premiazione nel 2000. Nel 1999 non vi è stata alcuna cerimonia di premiazione.

### 2000
| Miglior attore Blake Harper, Animus, All Worlds Video Miglior Video Gay All-Sex Absolute: Arid, Falcon Entertainment Miglior Alternative Video The O Boys: Parties, Porn & Politics, O Boys Productions Miglior Amateur Video New Meat 11, Allan Alan Pictures Miglior direzione artistica Sodom, Vivid Man Miglior video bisex Mass Appeal, Men of Odyssey Miglior regista - Bisexual Director Michael Zen, Mass Appeal, Men of Odyssey Miglior regista Jerry Douglas, Dream Team, Studio 2000 Miglior montaggio The Final Link, Andrew Rosen, All Worlds Video Miglior video a tematica etnica Latin Knockout, Brush Creek Media Miglior film straniero Lucky Lukas, Bel Ami Miglior Video Gay Dream Team, Studio 2000 Miglior scena di sesso di gruppo - ex aequo Betrayed, Thom Barron, Sebastian Gronoff, Carlos Morales, Kevin Miles, Kevin Williams, Falcon Studios Thick As Thieves, Opening Orgy, Sarava Productions Miglior video leather The Final Link, All Worlds Video Migliori musiche Wet Dreams, François Girard, Sarava Productions Miglior esordiente Spike Miglior esibizione non sessuale Preston Richie, Dream Team, Studio 2000 Miglior scena di sesso orale Ass Lick Alley, Jason Branch, Blake Harper, Bruce Hill, All Worlds Video Miglior campagna pubblicitaria Mass Appeal, Men of Odyssey |  | Miglior Packaging Technical Ecstasy, Men of Odyssey Miglior sceneggiatura Dream Team, Jerry Douglas, Studio 2000 Miglior commedia sexy Moan, Vivid Man Miglior scena di sesso Technical Ecstasy, Sam Crockett and Chad Kennedy, Men of Odyssey Miglior Solo Performance Joe Landon, Joe's Big Adventure, Jaguar Productions Miglior Solo Video Man Trade Solos, Sports & Recreation Video Miglior produzione specializzata Hellrazer 3, Talos Entertainment Miglior attore non protagonista Thomas Lloyd, Animus, All Worlds Video Miglior scena a tre Animus, Tanner Hayes, Zach Richards, Jack Simmons, All Worlds Video Miglior videografia Absolute: Aqua, Todd Montgomery, Falcon Studios Miglior truccatore Mistress Mona Miglior fotografo Mick Hicks Più noleggiato dell'anno 101 Men 3 & 4, Bel Ami Miglior performer gay dell'anno Spike Special Achievement Award per la causa dell'AIDS Cole Tucker The Lifetime Achievement Award Scott Masters Hall of Fame Daddy Zeus George Duroy Johan Paulik Lukas Ridgeston |

### 2001
| Miglior attore Tony Donovan, Echoes, Men of Odyssey Miglior Video Gay All-Sex Heat, Titan Media Miglior Alternative Video Making it with Kristen Bjorn, Sarava Productions Miglior Amateur Video First Time Tryers 18, All Worlds Video Miglior direzione artistica The Servant, Stable Entertainment Miglior video bisex Goosed Again!, Stable Entertainment Miglior regista - ex aequo Chi Chi LaRue, Echoes, Men of Odyssey John Rutherford, Out of Athens, Falcon Entertainment Miglior regista - Bisexual Director Anthony Rose, Goosed Again!, Stable Entertainment Miglior montaggio Top Secret, Andrew Rosen, Men of Odyssey Miglior video a tematica etnicaVideo Caesar's Hardhat Gang Bang, Men of Odyssey Miglior film straniero Italian Style, Sarava Productions Miglior Video Gay Echoes, Men of Odyssey Miglior scena di sesso di gruppo Seth Adkins, Hans Ebson, Cameron Fox, Jeremy Jordan, Billy Kincaid, Tristan Paris, Emilio Santos, Jeremy Tucker, Nick Young, Out of Athens, Falcon Studios Miglior Video Leather Bad Behavior, Falcon Studios Miglior truccatore Mistress Mona Migliori musiche Echoes, Sharon Kane, Men of Odyssey Miglior esordiente Caesar Miglior esibizione non sessuale Sharon Kane, Echoes, Men of Odyssey Miglior scena di sesso orale Thom Barron e Tuck Johnson, Don't Ask, Don't Tell, MSR Videos |  | Miglior campagna pubblicitaria Top Secret, Men of Odyssey Miglior Packaging Jacked to Vegas, Rascal Video Più noleggiato dell'anno Wet Dreams 1 & 2, Sarava Productions Miglior sceneggiatura Now and Forever, Derek Kent, Studio 2000 Miglior commedia sexy Devil is a Bottom, All Worlds Video Miglior scena di sesso Colby Taylor e Travis Wade, The Crush, Falcon Studios Miglior Solo Performance Michael Lucas, Fire Island Cruising, Lucas Entertainment Miglior Solo Video 101 Men 6, Bel Ami Miglior produzione specializzata Hand Over Fist, Club Inferno/Hot House Entertainment Miglior fotografo Greg Lenzman Miglior attore non protagonista Travis Wade, The Crush, Falcon Studios Miglior scena a tre Adam Bristol, Joe Landon, Dave Parker, A Young Man's World, Delta Productions Miglior videografia Out of Athens, Todd Montgomery, Falcon Studios Miglior performer gay dell'anno Blake Harper Hall of Fame Jean-Daniel Cadinot Joe Gage Zak Spears Kevin Williams Performer Special Achievement Award per la causa dell'AIDS B.J. Slater Special Achievement Award Stan Loeb |

### 2002
| Miglior attore - ex aequo Tony Donovan, Carnal Intentions, Men of Odyssey Zak Spears, The Joint, Men of Odyssey Miglior Video Gay All-Sex Sea Men: Fallen Angel 4, Titan Media Miglior Alternative Release The House of Morecock, 10% Productions/Adult Visual Animation Miglior Amateur Video Personal Trainers 2, Bel Ami Miglior direzione artistica Sea Men: Fallen Angel 4, Titan Media Miglior video bisex Goosed for 3!: A Bisexual Love Affair, Stable Entertainment Miglior Classic Gay DVD The Other Side of Aspen 1, Falcon Entertainment Miglior regista Wash West, Seven Deadly Sins: Gluttony, All Worlds Video Miglior regista - Bisex Video Chi Chi LaRue, Mile Bi Club, All Worlds Video Miglior montaggio Seven Deadly Sins: Gluttony, All Worlds Video Miglior video a tematica etnica Top to Bottom, Lucas Entertainment Miglior film straniero Moscow: The Power of Submission, Sarava Productions Miglior DVD Gay Sea Men: Fallen Angel 4: Hardcore Collector's Edition, Titan Media Migliori extra in DVD Gay Sea Men: Fallen Angel 4: Hardcore Collector's Edition, Titan Media Miglior Gay Video Seven Deadly Sins: Gluttony, All Worlds Video Miglior scena di sesso di gruppo The Other Side of Aspen 5, Living Room Orgy, Falcon Studios Miglior Video Leather Shock, Falcon Entertainment Migliori musiche - Gay o Bisex The Back Row, Rascal Video Miglior esordiente Matthew Rush Miglior esibizione non sessuale - Gay o Bisex Sharon Kane, Cracked, Catalina Video |  | Miglior scena di sesso orale The Joint, scena della doccia, Men of Odyssey Miglior campagna pubblicitaria The Back Row, Rascal Video Miglior Packaging The Back Row, 1972 & 2001, Rascal Video Miglior sceneggiatura Seven Deadly Sins: Gluttony, All Worlds Video Miglior commedia sexy A Dream Come True, Rad Video Miglior scena di sesso Sea Men: Fallen Angel 4, Adriano Marquez e Dred Scott, Titan Media Miglior Solo Performance Tuck Johnson, Goosed for 3!: A Bisexual Love Affair, Stable Entertainment Miglior Solo Video Alone with ... 1, Falcon Studios Miglior produzione specializzata Slap Happy, Global Warming Video Miglior attore non protagonista Kevin Kramer, Going Down & Cumming Out in Beverly Hills, GreatDane Productions Miglior scena a tre Vengeance, Chad Hunt, Erik Martins, Carlos Morales, Lucas Entertainment Miglior videografia Seven Deadly Sins: Gluttony, All Worlds Video Miglior performer gay dell'anno Michael Brandon Hall of Fame Jim Bentley Josh Eliot Chad Johnson John Rutherford Ken Ryker Steven Scarborough Jim Steel Performer Special Achievement Award per la causa dell'AIDS Shawn Islander Più noleggiato dell'anno Coverboys, Bel Ami |